# Aeropuerto Internacional Buyant-Ukhaa
El Aeropuerto Internacional Buyant-Ukhaa, el cual desde el 2005 hasta el 2020 fue llamado Aeropuerto Internacional Chinggis Khaan (IATA: ULN, OACI: ZMUB), es un aeropuerto internacional semioperativo que sirve a Ulán Bator, Mongolia, ubicado a 18 km (11 millas) al suroeste de la capital. Reemplazado en gran parte por el Nuevo Aeropuerto Internacional Gengis Khaan, actualmente funciona como un aeropuerto de respaldo, con miras a ser utilizado para entrenamiento de vuelo, así como para vuelos especiales, chárter y gubernamentales.

## Historia
El aeropuerto se estableció por primera vez como Aeropuerto Central Buyant-Ukhaa el 19 de febrero de 1957. En 1958, comenzaron los vuelos internacionales con vuelos a Irkutsk y Beijing utilizando aviones Ilyushin Il-14. Los vuelos regulares desde el aeropuerto comenzaron en 1961. La terminal se actualizó para que fuera apta para el tráfico internacional en 1986.
Después de la revolución mongola de 1990 y entre 1994 y 1997, se logró una importante mejora adicional en la construcción y la navegación aérea con la asistencia del Banco Asiático de Desarrollo, lo que hizo que el aeropuerto cumpliera con los estándares de la OACI. El proyecto de construcción de US$50 millones fue realizado por una empresa conjunta alemana/inglesa de Philipp Holzmann y Wimpey Asphalt.
El aeropuerto pasó a llamarse "Aeropuerto Internacional Chinggis Khaan" para celebrar el 800 aniversario del establecimiento de un Estado de Mongolia el 21 de diciembre de 2005.
Nuevo Aeropuerto 
El aeropuerto fue reemplazado por la apertura del nuevo Aeropuerto Internacional de Ulaanbaatar en 2021. Buyant-Ukhaa está algo restringida, la pista única se usa en una dirección para los aviones que llegan y en la dirección opuesta para las salidas. El nuevo aeropuerto amplía significativamente la capacidad y está ubicado en el valle de Khoshigt, a 52 kilómetros (32 millas) al sur del centro de la ciudad de Ulaanbaatar.
Como el nuevo aeropuerto se llamará Aeropuerto Internacional Chinggis Khaan, Buyant-Ukhaa volvió a su nombre anterior el 1 de julio de 2020.